# محمد کاسولا
محمد کاسولا (عربی: محمد كاسولا؛ زاده ۱۳ اوت ۱۹۸۵) یک بازیکن فوتبال اهل قطر است.

## تیم ملی
وی همچنین در تیم ملی فوتبال قطر بازی کرده‌است.